# Megalurus rufescens
Megalurus rufescens е изчезнал вид птица от семейство Locustellidae.